# A Győri ETO FC 2004–2005-ös szezonja
A Győri ETO FC 2004–2005-ös szezonja szócikk a Győri ETO FC első számú férfi labdarúgócsapatának egy szezonjáról szól, mely sorozatban a 45., összességében pedig a 61. idénye a csapatnak a magyar első osztályban. A klub fennállásának ekkor volt a 100. évfordulója.

## Mérkőzések
| Színmagyarázat | Színmagyarázat |
| -------------- | -------------- |
|                | Győzelem.      |
|                | Döntetlen.     |
|                | Vereség.       |

### Arany Ászok Liga 2004–05

#### Őszi fordulók
| 1. forduló 2004. augusztus 8. 11:30 |

| Győri ETO                          | 2 – 4   | Ferencváros                                        |
| ---------------------------------- | ------- | -------------------------------------------------- |
| Horváth 41' Priskin 66' Pomper 90′ | (1 – 4) | Vágner 5' 8' Lipcsei 28' Huszti 32' 90′ Gyepes 24' |

| ETO Park, Győr Nézőszám: 4 000 Játékvezető: Makai János (magyar) |

| 2. forduló 2004. augusztus 14. 20:00 |

| Debreceni VSC | 1 – 3   | Győri ETO                                        |
| ------------- | ------- | ------------------------------------------------ |
| Halmosi 2'    | (1 – 2) | Stark 30' Vincze O. 38' 21' Jäkl 77' Horváth 18' |

| Oláh Gábor utcai stadion, Debrecen Nézőszám: 6 000 Játékvezető: Erdős József (magyar) |

| 3. forduló 2004. augusztus 21. 20:00 |

| Győri ETO                         | 2 – 0   | Pécsi MFC                               |
| --------------------------------- | ------- | --------------------------------------- |
| Nyicsenko 4' Tóth 22' Pusztai 61' | (2 – 0) | Lantos 20' Szekeres 21' Baumgartner 41' |

| ETO Park, Győr Nézőszám: 2 000 Játékvezető: Bede Ferenc (magyar) |

| 4. forduló 2004. augusztus 28. 20:00 |

| Zalaegerszegi TE                | 2 – 0   | Győri ETO               |
| ------------------------------- | ------- | ----------------------- |
| Sebők V. 7' Waltner 46' Kaj 82' | (1 – 0) | Vincze G. 70' Stark 80' |

| ZTE Aréna, Zalaegerszeg Nézőszám: 7 500 Játékvezető: Juhos Attila (magyar) |

| 5. forduló 2004. szeptember 11. 18:00 |

| Győri ETO                       | 1 – 0   | Budapest Honvéd       |
| ------------------------------- | ------- | --------------------- |
| Vincze O. 44' 46' Vincze G. 21' | (1 – 0) | Takács 60' Vadócz 90' |

| ETO Park, Győr Nézőszám: 2 000 Játékvezető: Kassai Viktor (magyar) |

| 6. forduló 2004. szeptember 18. 18:00 |

| Győri ETO                                    | 2 – 0   | Előre FC Békéscsaba     |
| -------------------------------------------- | ------- | ----------------------- |
| Vincze O. 28' (11-esből) Perić 67' Stark 75' | (1 – 0) | Lázok 16' Schindler 59' |

| ETO Park, Győr Nézőszám: 2 500 Játékvezető: Vad II. István (magyar) |

| 7. forduló 2004. szeptember 25. 18:00 |

| Diósgyőr              | 2 – 3   | Győri ETO                                  |
| --------------------- | ------- | ------------------------------------------ |
| Tisza 89' Egressy 90' | (0 – 1) | Vincze O. 23' 80' (11-esből) 24' Varga 61' |

| DVTK-stadion, Miskolc Nézőszám: 5 000 Játékvezető: Sápi Csaba (magyar) |

| 8. forduló 2004. október 2. 18:00 |

| Győri ETO               | 0 – 0   | Videoton                   |
| ----------------------- | ------- | -------------------------- |
| Nyicsenko 13' Varga 62′ | (0 – 0) | Hercegfalvi 40' Koller 79' |

| ETO Park, Győr Nézőszám: 4 000 Játékvezető: Szabó Zsolt (magyar) |

| 9. forduló 2004. október 16. 18:00 |

| MTK Budapest | 1 – 0   | Győri ETO                   |
| ------------ | ------- | --------------------------- |
| Welton 55'   | (0 – 0) | Regedei 26' Vincze G. 90+1' |

| Hidegkuti Nándor Stadion, Budapest Nézőszám: 700 Játékvezető: Sápi Csaba (magyar) |

| 10. forduló 2004. október 23. 18:00 |

| Győri ETO | 0 – 1   | Kaposvári Rákóczi                   |
| --------- | ------- | ----------------------------------- |
|           | (0 – 0) | Kardos 72' Oláh 77' Kovácsevics 83' |

| ETO Park, Győr Nézőszám: 1 000 Játékvezető: Solymosi Péter (magyar) |

| 11. forduló 2004. október 30. 14:30 |

| Nyíregyháza Spartacus           | 1 – 1   | Győri ETO                                     |
| ------------------------------- | ------- | --------------------------------------------- |
| Cipf 87' Laskai 46′ Lakatos 90' | (0 – 1) | Sándor 19' Pusztai 24' Nyicsenko 38' Tóth 43' |

| Nyíregyháza Városi Stadion, Nyíregyháza Nézőszám: 3 000 Játékvezető: Megyebíró János (magyar) |

| 12. forduló 2004. november 6. 16:00 |

| Győri ETO                                 | 2 – 1   | Vasas                  |
| ----------------------------------------- | ------- | ---------------------- |
| Sándor 31' Priskin 41' Zsók 74' Makra 86' | (2 – 1) | Ferenczi 8' Plókai 85' |

| ETO Park, Győr Nézőszám: 2 000 Játékvezető: Makai János (magyar) |

| 13. forduló 2004. november 10. 18:00 |

| FC Sopron                          | 1 – 0   | Győri ETO                             |
| ---------------------------------- | ------- | ------------------------------------- |
| Balaskó 63' Földvári 14' Fehér 87' | (0 – 0) | Horváth 37' Priskin 64' Nyicsenko 81′ |

| Káposztás utcai Stadion, Sopron Nézőszám: 3 800 Játékvezető: Arany Tamás (magyar) |

| 14. forduló 2004. november 21. 11:30 |

| Győri ETO                | 1 – 1   | Újpest                                                |
| ------------------------ | ------- | ----------------------------------------------------- |
| Vincze O. 8' Priskin 80' | (1 – 0) | Tóth 57' Rajczi 26' Farkas 35' Tamási 50' Vlaszák 80' |

| ETO Park, Győr Nézőszám: 600 Játékvezető: Ábrahám Attila (magyar) |

| 15. forduló 2004. november 27. 13:30 |

| Lombard Pápa                                                     | 1 – 2   | Győri ETO                                                       |
| ---------------------------------------------------------------- | ------- | --------------------------------------------------------------- |
| Medveď 75' (11-esből) Szekér 40' Tóth 53' Róth 63′ Farkas A. 87' | (0 – 1) | Nyicsenko 26' Priskin 47' Zsók 44' Varga 83' Makra 85' Tóth 89' |

| Perutz Stadion, Pápa Nézőszám: 1 800 Játékvezető: Kassai Viktor (magyar) |

#### Tavaszi fordulók
| 16. forduló 2005. március 13. 11:30 |

| Ferencváros | 0 – 1   | Győri ETO                                |
| ----------- | ------- | ---------------------------------------- |
| Kapič 84'   | (0 – 0) | Jäkl 86' Lendvai 1' Priskin 33' Zsók 53' |

| Üllői út, Budapest Nézőszám: 5 763 Játékvezető: Szarka Zoltán (magyar) |

| 17. forduló 2005. március 16. 18:00 |

| Győri ETO                                   | 1 – 0   | Debreceni VSC           |
| ------------------------------------------- | ------- | ----------------------- |
| Kenesei 10' Jäkl 14' Tóth 29′ Vincze O. 47' | (1 – 0) | Halmosi 41' Hegedűs 59' |

| ETO Park, Győr Nézőszám: 3 000 Játékvezető: Ábrahám Attila (magyar) |

| 18. forduló 2005. március 19. 18:00 |

| Pécsi MFC                                                 | 1 – 1   | Győri ETO                |
| --------------------------------------------------------- | ------- | ------------------------ |
| Schindler 84' Horváth 10' Kulcsár 21' Bajusz 52' Pest 69' | (0 – 0) | Jäkl 50' 85' Regedei 54' |

| PMFC Stadion, Pécs Nézőszám: 1 500 Játékvezető: Világi Balázs (magyar) |

| 19. forduló 2005. április 2. 18:00 |

| Győri ETO                                                           | 4 – 1   | Zalaegerszegi TE                                    |
| ------------------------------------------------------------------- | ------- | --------------------------------------------------- |
| Kozmer 11' (öngól) Priskin 13' 22' Vincze O. 44' Stark 40' Zsók 55' | (4 – 1) | Józsi 37' Balog 21' Andorka 47' Gaál 51' Kozmer 68' |

| ETO Park, Győr Nézőszám: 2 500 Játékvezető: Szabó Zsolt (magyar) |

| 20. forduló 2005. április 9. 19:00 |

| Budapest Honvéd                                 | 2 – 3   | Győri ETO                                     |
| ----------------------------------------------- | ------- | --------------------------------------------- |
| Vadócz 77' (11-esből) Szili 89' Budovinszky 37' | (0 – 0) | Varga 49' 86' Tóth 70' Pusztai 53' Pomper 62' |

| Bozsik József Stadion, Budapest Nézőszám: 1 300 Játékvezető: Fábián Mihály (magyar) |

| 21. forduló 2005. április 13. 18:00 |

| Előre FC Békéscsaba                                   | 1 – 1   | Győri ETO                                                           |
| ----------------------------------------------------- | ------- | ------------------------------------------------------------------- |
| Simic 24' Drobnjak 67′ Grujić 90' Bajusz 52' Pest 69' | (1 – 0) | Jäkl 76' Priskin 12' Lendvai 39' Tóth 48' Vincze O. 56' Regedei 67' |

| Kórház utcai stadion, Békéscsaba Nézőszám: 2 000 Játékvezető: Solymosi Péter (magyar) |

| 22. forduló 2005. április 16. 19:00 |

| Győri ETO                                         | 2 – 1   | Diósgyőr                              |
| ------------------------------------------------- | ------- | ------------------------------------- |
| Kenesei 7' Priskin 72' 73' Jäkl 28' Vincze O. 29' | (1 – 0) | Egressy 82' Mogyoródi 23' Vitelki 89' |

| ETO Park, Győr Nézőszám: 5 000 Játékvezető: Saskőy Szabolcs (magyar) |

| 23. forduló 2005. április 23. 19:00 |

| FC Fehérvár                                                       | 2 – 1   | Győri ETO                                                         |
| ----------------------------------------------------------------- | ------- | ----------------------------------------------------------------- |
| Tereánszki-Tóth 31' Csizmadia 64' (11-esből) Györök 38' Fodor 55' | (1 – 1) | Priskin 25' 72' Lendvai 33' Pusztai 40' Regedei 60' Vincze O. 66' |

| Sóstói Stadion, Székesfehérvár Nézőszám: 2 000 Játékvezető: Sóthy András (magyar) |

| 24. forduló 2005. április 27. 18:00 |

| Győri ETO          | 1 – 1   | MTK Budapest          |
| ------------------ | ------- | --------------------- |
| Perić 83' Zsók 89' | (0 – 0) | Juhász 52' Balogh 44' |

| ETO Park, Győr Nézőszám: 4 000 Játékvezető: Fábián Mihály (magyar) |

| 25. forduló 2005. április 30. 19:00 |

| Kaposvári Rákóczi         | 1 – 2   | Győri ETO                                                   |
| ------------------------- | ------- | ----------------------------------------------------------- |
| Zahorecz 28' 52' Mező 85' | (1 – 1) | Horváth 12' Kenesei 77' Priskin 55' Regedei 60' Lendvai 73′ |

| Rákóczi Stadion, Kaposvár Nézőszám: 2 500 Játékvezető: Solymosi Péter (magyar) |

| 26. forduló 2005. május 4. 18:00 |

| Győri ETO                                       | 3 – 1   | Nyíregyháza Spartacus                           |
| ----------------------------------------------- | ------- | ----------------------------------------------- |
| Perić 38' 88' Kenesei 70' 90+1' 55' Pusztai 67' | (1 – 0) | Némedi 53' 64' Miskolczi 40' Geri 62' Tímár 72' |

| ETO Park, Győr Nézőszám: 3 000 Játékvezető: Saskőy Szabolcs (magyar) |

| 27. forduló 2005. május 7. 19:00 |

| Vasas                                   | 1 – 0   | Győri ETO |
| --------------------------------------- | ------- | --------- |
| Győri 77' Janjić 30' Gyánó 80' Gaál 81' | (0 – 0) |           |

| Illovszky Rudolf Stadion, Budapest Nézőszám: 1 500 Játékvezető: Erdős József (magyar) |

| 28. forduló 2005. május 14. 19:00 |

| Győri ETO  | 1 – 0   | FC Sopron |
| ---------- | ------- | --------- |
| Kenesei 4' | (1 – 0) |           |

| ETO Park, Győr Nézőszám: 5 000 Játékvezető: Megyebíró János (magyar) |

| 29. forduló 2005. május 22. 11:30 |

| Újpest                                                     | 4 – 1   | Győri ETO              |
| ---------------------------------------------------------- | ------- | ---------------------- |
| Polonkai 16' Vanczák 51' Fehér 62' 54' Kovács 87' Tóth 24' | (1 – 0) | Vincze O. 86' Jäkl 48' |

| Szusza Ferenc Stadion, Budapest Nézőszám: 3 954 Játékvezető: Saskőy Szabolcs (magyar) |

| 30. forduló 2005. május 26. 18:00 |

| Győri ETO                                                | 3 – 0   | Lombard Pápa                      |
| -------------------------------------------------------- | ------- | --------------------------------- |
| Stark 5' Priskin 71' Vincze O. 78' Lendvai 38' Perić 64' | (1 – 0) | Milcea 26' Farkas V. 29' Róth 52' |

| ETO Park, Győr Nézőszám: 5 000 Játékvezető: Bede Ferenc (magyar) |

#### A végeredmény
|    | Csapat                      | Játszott | Gy | D  | V  | L  | K  | GK  | Pont |
| -- | --------------------------- | -------- | -- | -- | -- | -- | -- | --- | ---- |
| 1  | Debreceni VSC-AVE Ásványvíz | 30       | 19 | 5  | 6  | 57 | 25 | +32 | 62   |
| 2  | Ferencvárosi TC             | 30       | 17 | 5  | 8  | 56 | 31 | +25 | 56   |
| 3  | MTK Budapest1               | 30       | 16 | 9  | 5  | 47 | 26 | +21 | 56   |
| 4  | Újpest FC                   | 30       | 15 | 10 | 5  | 60 | 34 | +26 | 55   |
| 5  | Győri ETO FC                | 30       | 16 | 6  | 8  | 44 | 32 | +12 | 54   |
| 6  | Zalaegerszegi TE FC         | 30       | 13 | 5  | 12 | 48 | 45 | +3  | 44   |
| 7  | Matáv FC Sopron             | 30       | 11 | 9  | 10 | 44 | 44 | 0   | 42   |
| 8  | FC Fehérvár²                | 30       | 11 | 10 | 9  | 44 | 36 | +8  | 40   |
| 9  | Diósgyőri VTK               | 30       | 11 | 4  | 15 | 39 | 45 | -6  | 37   |
| 10 | Pécsi Mecsek FC             | 30       | 9  | 9  | 12 | 33 | 35 | -2  | 36   |
| 11 | Budapest Honvéd FC          | 30       | 10 | 5  | 15 | 37 | 58 | -21 | 35   |
| 12 | NABI-Kaposvári Rákóczi FC   | 30       | 8  | 10 | 12 | 34 | 47 | -13 | 34   |
| 13 | Vasas SC                    | 30       | 10 | 3  | 17 | 34 | 48 | -14 | 33   |
| 14 | Lombard Pápa Termál FC      | 30       | 8  | 6  | 16 | 40 | 47 | -7  | 30   |
| 15 | Nyíregyháza Spartacus FC    | 30       | 5  | 11 | 14 | 38 | 63 | -25 | 26   |
| 16 | Előre FC Békéscsaba³        | 30       | 4  | 7  | 19 | 26 | 65 | -39 | 4    |

- 1: 1 pont levonva
- 2: 3 pont levonva
- 3: 15 pont levonva

|  | A Bajnokok Ligája selejtezőjének második körébe jut |
|  | Az UEFA-kupa selejtezőjébe jut                      |
|  | UEFA Intertotó Kupa első fordulójába jut            |
|  | Kiesők                                              |

#### Helyezések fordulónként
| Forduló  | 1  | 2  | 3  | 4 | 5  | 6  | 7  | 8 | 9 | 10 | 11 | 12 | 13 | 14 | 15 | 16 | 17 | 18 | 19 | 20 | 21 | 22 | 23 | 24 | 25 | 26 | 27 | 28 | 29 | 30 |
| -------- | -- | -- | -- | - | -- | -- | -- | - | - | -- | -- | -- | -- | -- | -- | -- | -- | -- | -- | -- | -- | -- | -- | -- | -- | -- | -- | -- | -- | -- |
| Helyszín | O  | I  | O  | I | O  | O  | I  | O | I | O  | I  | O  | I  | O  | I  | I  | O  | I  | O  | I  | I  | O  | I  | O  | I  | O  | I  | O  | I  | O  |
| Eredmény | V  | GY | GY | V | GY | GY | GY | D | V | V  | D  | GY | V  | D  | GY | GY | GY | D  | GY | GY | D  | GY | V  | D  | GY | GY | V  | GY | V  | GY |
| Helyezés | 12 | 8  | 4  | 7 | 6  | 4  | 3  | 4 | 4 | 7  | 6  | 5  | 6  | 6  | 6  | 5  | 3  | 4  | 4  | 3  | 3  | 3  | 4  | 4  | 3  | 3  | 4  | 2  | 5  | 5  |

Helyszín: O = Otthon; I = Idegenben. Eredmény: GY = Győzelem; D = Döntetlen; V = Vereség.

#### Eredmények összesítése
Az alábbi táblázatban összesítve szerepelnek a Győri ETO FC 2004/05-ös bajnokságban elért eredményei.
| Ősz/tavasz (forduló)    | Otthon | Otthon | Otthon | Otthon | Otthon | Otthon | Otthon | Idegenben | Idegenben | Idegenben | Idegenben | Idegenben | Idegenben | Idegenben |
| Ősz/tavasz (forduló)    | M      | GY     | D      | V      | LG–KG  | GK     | P      | M         | GY        | D         | V         | LG–KG     | GK        | P         |
| ----------------------- | ------ | ------ | ------ | ------ | ------ | ------ | ------ | --------- | --------- | --------- | --------- | --------- | --------- | --------- |
| Őszi szezon (1–15.)     | 8      | 4      | 2      | 2      | 10–7   | +3     | 14     | 7         | 3         | 1         | 3         | 9–9       | 0         | 10        |
| Tavaszi szezon (16–30.) | 7      | 6      | 1      | 0      | 15–4   | +11    | 19     | 8         | 3         | 2         | 3         | 10–12     | –2        | 11        |
| Összesen (1–30.)        | 15     | 10     | 3      | 2      | 25–11  | +14    | 33     | 15        | 6         | 3         | 6         | 19–21     | –2        | 21        |

### Magyar kupa
3. forduló
| 2004. október 27. 14:00 |

| BKV Előre                                | 2 – 1   | Győri ETO                                                       |
| ---------------------------------------- | ------- | --------------------------------------------------------------- |
| Sidó 13' Török 36' Varga A. 2' Werle 35' | (2 – 0) | Szirtesi 68' (öngól) Vincze G. 15′, 41′ Horváth 27' Makra 90+1' |

| Sport utcai stadion, Budapest Nézőszám: 200 Játékvezető: Saskőy Szabolcs (magyar) |

## Külső hivatkozások
- A Győri ETO honlapja
- A csapat mérkőzései a transfermarkt.de-n (németül)